# 尉头
尉头，西域三十六国之一。在今新疆维吾尔自治区阿合奇县西哈拉奇一带，从事游牧，兼营农业，服饰类乌孙，汉朝时属于西域都护、西域长史。76年，与疏勒起兵反汉，被班超击败。三国到北魏，附属于龟兹，被龟兹所吞并。

## 外部連結
[在维基数据编辑]
 《欽定古今圖書集成·方輿彙編·邊裔典·尉頭部》，出自陈梦雷《古今圖書集成》